# Алек Суртов
Алек Суртов (Београд, 1994) српски је филмски и позоришни глумац. Истакао се улогама у филмовима Поред мене и Сага о три невина мушкарца.

## Биографија
Aлек Суртов је рођен 1994. године у Београду. Глумом се бави од првог разреда основне школе Студира безбедност и криминалистику у Новом Саду. До самог уписа на факултет похађао је школу глуме и говора позоришта Дадов.
Игра у двема представама Рефлектор и Битеф театра — Мушкарчине и Црвена: Самоубиство нације.
Алек је 2015. добио улогу у филму Поред мене, који је касније у Пули освојио Златну арену за најбољи дугометражни филм и Награду младе публике на 21. Сарајевском филмском фестивалу. Године 2017, имао је ролу у филму Сага о три невина мушкарца. Добио је улогу у наставку филма Поред мене, Поред нас, који је још у фази претпродукције.

## Филмографија
| Год.   | Назив                      | Улога       |
| ------ | -------------------------- | ----------- |
| 2010-е |                            |             |
| 2015.  | Поред мене                 | Павле       |
| 2016.  | Фајронт                    | Пики        |
| 2017.  | Сага о три невина мушкарца | Макро       |
| 2018.  | Терет                      |             |
| 2019.  | Синђелићи                  | Полицајац 1 |
| 2020-е |                            |             |
| 2021.  | Поред нас                  | Павле       |

### Позоришне представе
| Име                        | Улога |
| -------------------------- | ----- |
| Мушкарчине                 |       |
| Црвена: Самоубиство нације |       |